# Dorcadion kurucanum
Dorcadion kurucanum är en skalbaggsart som beskrevs av Holzschuh 2007. Dorcadion kurucanum ingår i släktet Dorcadion och familjen långhorningar. Inga underarter finns listade i Catalogue of Life.